# ユリウス・ヴェルハウゼン
ユリウス・ヴェルハウゼン（Julius Wellhausen、1844年5月17日 - 1918年1月7日）は、ドイツの神学・聖書学・東洋学・言語学の学者。トーラー（モーセ五書）の批判的研究（文書仮説）で著名。

## 経歴
ヴェストファーレンのヴェーザー川ほとりのハーメルン出身。ゲッティンゲン大学で神学を修めた。1872年にグライフスヴァルトの大学において神学の教授となる。1882年に辞職して、ハレの大学で文献学部で東洋言語学の員外教授（professor extraordinarius）に就任。1885年にマールブルク大学で正教授（professor ordinarius）になる。1892年にゲッティンゲンに転勤となり、そこで生涯を終えた。

## 学説
ヴェルハウゼンは、旧約聖書史やトーラー（モーセ五書）とヨシュア記の構成に関する批判的研究、とりわけトーラーの起源についての論考で著名であった。彼は、トーラーの著述者が、より後世であったはずのイスラエル王国についての情報を記していると述べている。これにより彼は、トーラーの起源が従来伝えられていたよりも後代のものであると解釈したのである。また、モーセ五書（トーラー）のモーセ記者説否定の根拠として、モーセの時代には文字が無かったとも主張したが、これは他の学者たちの研究によって否定されている。
ヴェルハウゼンは『パリサイ派とサドカイ派』（1874年）、『イスラエル史』（1878年）などで、モーセ五書の律法よりも預言者エレミヤの個人的敬虔を重視し、さらに申命記などの祭祀法典はバビロン捕囚後に成立したものと考えた。
ヴェルハウゼンは、6世紀頃からユダヤ教は古代イスラエル宗教を圧迫し、祭祀階層が預言者にとどめを刺して、律法が固定されたとして、このことによってパリサイ派は権力を把握した一方で、精神的イスラエルとしてのキリスト教が成長したとみた。
また、アラビア語で唯一神を示す「アッラーフ（الله）」の語源については、「神」を意味する普通名詞の「イラーフ（إله　ilāh）に定冠詞「アル（ال　al）」を付けた「アル・イラーフ（الإله）」が短縮されたものである、という説を唱えた。この説はムスリム（イスラーム教徒）に受けがよく、今日しばしば見聞きする解釈である。
1902年に公刊した『アラブ帝国とその衰亡』では、ウマイヤ朝からアッバース朝へのイスラム国家の質的な変化を「アラブ帝国からイスラム帝国へ」という図式で把握する枠組みを示し、20世紀における中東史、イスラム王朝史研究に古典的な視座を提供した。

## 影響
ヴェルハウゼンの学説は、ニーチェ、ヴェーバー、フロイトにも大きな影響を与えた。

## 主な著作
- 『パリサイ派とサドカイ派』Die Pharisäer und die Sadducäer. (1874).
- 『イスラエル史』Geschichte Israels in zwei Bänden, Bd 1. (1878).
- Prolegomena zur Geschichte Israels. 2. Ausgabe, Bd. 1. (1883).
- Prolegomena, 3. Ausgabe (1886).
- Prolegomena, 5. Ausgabe (1899).
- 『アラブ帝国とその衰亡』Das arabische Reich und sein Sturz. (1902).